# Somua-Coder
Somua-Coder — опытный французский полугусеничный мостоукладчик межвоенного периода, разработанный фирмами Somua и Coder на базе артиллерийского тягача Somua MCL-5. Единственный построенный экземпляр показал успешные результаты испытаний, но в серийное производство машина запущена не была в связи с началом Второй мировой войны и поражением Франции в ней.

## История создания
Мостоукладчик Somua-Coder был разработан фирмами Société Coder de Marseille и Somua (первая создала мостовое оборудование, вторая — саму машину) в 1937—1938 годах на базе артиллерийского тягача MSCL-5 (модификация Somua MCL-5, оснащённая 6-цилиндровым двигателем более высокой мощности взамен базового четырёхцилиндрового). Машина предназначалась в первую очередь для роли высокомобильного и защищённого средства, которое могло бы обеспечить быстрое возведение в условиях боя переправы для среднего танка S 35 — наиболее современной и боеспособной французской боевой машины на тот момент. В 1938 году был построен опытный экземпляр машины, прошедший заводские испытания в период с сентября по декабрь того же года. В августе 1939 года опытная машина поступила в войска для дальнейших испытаний, которые проводились до начала 1940 года. Испытания показали удачность конструкции и эффективность мостоукладчика, было запланировано начало серийного производства машины — однако разгром французской армии и оккупация страны нацистской Германией прервали дальнейшие работы.
Дальнейшая судьба единственного построенного экземпляра машины неизвестна.

## Описание конструкции
Мостоукладчик Somua-Coder имел переднемоторную, заднеприводную капотную автомобильную компоновку; моторно-трансмиссионное отделение располагалось в носовой части корпуса, отделение управления — в средней. Экипаж машины составляли 2—4 человека, его посадка и высадка осуществлялись через две двери, расположенные по бортам отделения управления. Длина машины составляла 8,2 м с мостом (без него — около 7 м, со снятым мостовым оборудованием — 5,5 м), ширина — около 2,44 м.
Мостовое оборудование располагалось в кормовой части машины. Наведение и снятие моста производилось с помощью системы гидравлических приводов, управление процессом осуществлялось дистанционно из отделения управления. Односекционная двухколейная мостовая конструкция длиной 8,2 м и шириной 2,2 м (ширина одной колеи составляла 0,6 м) имела номинальную грузоподъёмность 20 т, однако армейские испытания показали, что фактически она успешно выдерживала средний пехотный танк Char B1, масса которого составляла 32 т.

### Броневой корпус
Броневой корпус коробчатой формы, собиравшийся из стальных броневых листов толщиной 5 и 10 мм, полностью защищал моторно-трансмиссионное отделение и отделение управления машины, тогда как мостовое оборудование находилось за его пределами. Носовая часть бронекорпуса имела ступенчатую форму и состояла из верхнего листа, образовывавшего лоб отделения управления, среднего листа, установленного под близким к горизонтали углом и образовывавшего крышу моторно-трансмиссионного отделения, а также установленного под небольшим углом и образовывавшего лоб моторно-трансмиссионного отделения нижнего листа.

### Вооружение
Штатное вооружение на машине отсутствовало.

### Средства наблюдения и связи
Для осуществления предназначались шесть смотровых люков — два в вернем лобовом броневом листе и по одному в каждой двери и в бортах отделения управления. Средства связи отсутствовали.

### Двигатель и трансмиссия
Двигатель машины — бензиновый шестицилиндровый водяного охлаждения, максимальная мощность которого достигала 105 л. с. при 2000 об/мин. Максимальная скорость мостоукладчика составляла 32 км/ч.

### Ходовая часть
Ходовая часть Somua-Coder — полугусеничная, состоявшая из переднего управляемого автомобильного моста и заднего гусеничного движителя.
Подвеска переднего моста — на полуэллиптических листовых рессорах.
Гусеничный движитель, применительно к одному борту, состоял из переднего ведущего колеса цевочного зацепления и заднего направляющего колеса (выполнявшего также опорную функцию) большого диаметра, а также четырёх опорных и двух поддерживающих катков, сблокированных попарно и балансирно подвешенных на общей тележке.

## Галерея

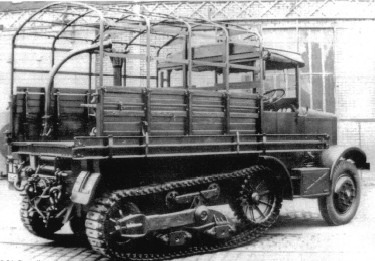
Полугусеничный артиллерийский тягач Somua MCL-5, одна из модификаций которого послужила базой при создании Somua-Coder